# دائرة الشلف
دائرة الشلف إحدى دوائر ولاية الشلف عاصمتها الشلف. وتضم كل من بلديات شلف – سنجاس – أم دروع.